# Etcetera (The Beatles)
Etcetera è una composizione targata Beatles, e viene ritenuta una canzone misteriosa perché mai pubblicata nella discografia ufficiale né nei bootleg che raccolgono brani del gruppo, e anche per la difficoltà di individuarne con certezza la data di creazione.

## Descrizione
Il critico Mark Lewisohn, nella sua dettagliata descrizione delle incisioni del gruppo, ricostruisce la data e le circostanze della registrazione del pezzo. Il 20 agosto 1968, nello Studio Due di Abbey Road, Paul McCartney lavorò ad alcune sovrincisioni per il completamento di Mother Nature's Son. In quella sede il Beatle si soffermò brevemente su altri due motivi: uno, Wild Honey Pie, opportunamente mixato trovò posto nella scaletta del White Album; e un'altra melodia di cui fu inciso solamente un nastro. Alan Brown, che assisteva Paul in qualità di tecnico, riferisce che dopo essere stata eseguita e riascoltata una volta, la bobina con la composizione fu portata via dall'autore. Brown ricorda anche di essere rimasto colpito dalla bellezza della ballata e dal fatto che nelle liriche la parola “etcetera” ricorresse frequentemente.
Il brano è legato alla cantante inglese Marianne Faithfull. È McCartney ad affermare che la canzone fu composta per la Faithfull, ma, del tutto insoddisfatto del risultato, non rimpiange che il nastro sia stato accantonato e sia andato perso. E secondo la testimonianza dell'autore, la cantante scartò Etcetera preferendo eseguire una cover di Yesterday, perciò la composizione del pezzo andrebbe retrodatata di tre anni. A rendere ancora più intricata la ricostruzione cronologica contribuisce lo stesso McCartney che in altra circostanza ricorda che Marianne Faithfull, d'accordo con Mick Jagger, rifiutò Etcetera dichiarandosi più interessata a Eleanor Rigby.
Il critico musicale Richie Unterberger descrisse Etcetera come «il secondo outtake più ricercato del White Album». Per quanto riguarda il nastro stesso, Unterberger scrisse che l'ingegnere EMI Alan Brown ha ricordato che il nastro non è più negli archivi della EMI. Tuttavia, una copia in acetato della canzone è emersa nell'archivio personale di McCartney nei primi anni del XXI secolo. La canzone deve ancora essere pubblicata ufficialmente.